# Mare di Davis
Il mare di Davis è un mare dell'oceano Australe.
È situato lungo la costa orientale del continente antartico, tra le piattaforme glaciali Ovest e Shackleton.

## Storia
Scoperto nel corso della spedizione antartica australiana (1911-1914), fu battezzato così da Douglas Mawson in onore di John King Davis, capitano dell'Aurora e comandante in seconda della spedizione.